# Lepidosaphes stepta
Lepidosaphes stepta är en insektsart som beskrevs av Williams och Watson 1988. Lepidosaphes stepta ingår i släktet Lepidosaphes och familjen pansarsköldlöss.
Artens utbredningsområde är Fiji. Inga underarter finns listade i Catalogue of Life.